# Chapelle Saint-Roch de Paliseul
La chapelle Saint-Roch est un édifice religieux catholique sis à la sortie orientale du village de Paliseul dans l’Ardenne belge. Construite en 1636 en reconnaissance à saint Roch pour sa protection durant une épidémie de peste la chapelle fut classée au patrimoine immobilier de Wallonie en 1982.

## Histoire
Construite au cœur du village de Paliseul en 1636, en reconnaissance pour la protection de saint Roch lors de récurrentes épidémies de peste, la chapelle fut classée en 1982 au patrimoine immobilier de Wallonie et par après restaurée (1987) sous la direction de Thierry Lanotte. 

## Description
Une nef unique de deux travées conduit à un sanctuaire au chevet à trois pans égaux. Le curieux clocher (sans cloche), au-dessus de la première travée, semble être fait de volumes géométriques superposés: un volume trapézoïdal surmonté d’un cube couronné d’une pyramide dont la pointe se change en tambour octogonal surmonté d’un cône ayant à son sommet la croix traditionnelle. 
A l’intérieur :
- Les vitraux sont œuvres de l’artiste Jean-Marie Van Espen.
- Les céramiques sont œuvres de l’artiste brabançon Max Van der Linden.